# Georges Michel Bakar
Georges Michel Bakar (* 20. April 1946 in Kairo, Ägypten) ist Erzbischof der Melkitischen Griechisch-Katholischen Kirche. Er war Apostolischer Vikar von Jerusalem für die melkitische Kirche und ist seit 2008 Patriarchalvikar von Alexandria und Synkellos beim Patriarchen von Antiochien für die melkitischen Kirche in Ägypten und im Sudan. Darüber hinaus ist er Großprior des Patriarchalordens vom Heiligen Kreuz zu Jerusalem.

## Kirchlicher Werdegang
Er studierte am Priesterseminar St. Anna in Harissa (Libanon) Philosophie, wechselte dann zur Universität St. Esprit nach Beirut und studierte Theologie. Seinen Theologieabschluss legte er an der Katholischen Universität Lyon (Frankreich) ab. Am 6. Juli 1973 empfing er durch Erzbischof Paul Antaki die Priesterweihe, ab 1978 arbeitete er als Rektor am Patriarchalkolleg in Kairo. Von 2004 bis 2006 war er Leiter des Haushaltes und Finanzwesens für das Erzbistum Alexandria in Ägypten und Sudan.
Am 9. Februar 2006 wurde er zum Titularerzbischof von Pelusium dei Greco-Melkiti und Apostolischen Vikar von Jerusalem ernannt. Am 24. März 2006 erfolgte die Bischofsweihe durch den Patriarchen von Antiochien Erzbischof Gregor III. Laham BS und die Mitkonsekratoren Erzbischof Joseph Jules Zerey und Erzbischof Paul Antaki. Die Amtsübernahme erfolgte am 1. Juni 2006, gleichzeitig wurde er zum Großprior des Patriarchalordens vom Heiligen Kreuz zu Jerusalem ernannt. Am 5. Januar 2008 wurde Bakar zum Patriarchalvikar von Alexandria und Syncellus beim Patriarchen von Antiochien für die melkitische Kirche in Ägypten und im Sudan berufen.
Auf der Sonderversammlung der Bischofssynode für den Nahen Osten äußerte Erzbischof Bakar den Wunsch zur Einberufung eines panarabischen Generalkongresses. „Dazu sollten Patriarchen, Erzbischöfe und Bischöfe aller Kirchen des Nahen Ostens kommen und über die Ausbildung der künftigen christlichen Generationen beraten.“